# Phyllosticta coryli
Phyllosticta coryli är en svampart som beskrevs av Westend. 1872. Phyllosticta coryli ingår i släktet Phyllosticta och familjen Botryosphaeriaceae.   Inga underarter finns listade i Catalogue of Life.